# Gentoo Linux
Gentoo Linux es una distribución GNU/Linux basada en paquetes fuente orientada a usuarios avanzados con experiencia en sistemas operativos.
Fue fundada por Daniel Robbins, basada en la inactiva distribución llamada Enoch (0.75) Linux en diciembre de 1999. El 26 de julio del año 2000 esta versión pasó a denominarse Gentoo Linux con la versión Pre-1.0, para posteriormente publicarse la versión 1.0 definitivamente el 31 de marzo de 2002.
El nombre Gentoo proviene del nombre en inglés del pingüino papúa. Nótese que la mascota de Linux llamada Tux es un pingüino.

## Historia
Gentoo Linux fue creado inicialmente por Daniel Robbins como la distribución Enoch Linux. El objetivo era crear una distribución sin binarios precompilados, que se afinó para el hardware y solo incluye los programas necesarios. Al menos una versión de Enoch fue distribuida: la versión 0.75, en diciembre de 1999. Daniel Robbins experimentó con un fork de GCC conocido como EGCS desarrollado por Cygnus Solutions. En este punto, cambió el nombre de Enoch a Gentoo Linux (el Gentoo es la especie de pingüino más veloz bajo el agua). Las modificaciones a EGCS finalmente formaron parte del GCC (versión 2.95), y otras distribuciones de Linux experimentaron un incremento similar de velocidad. Después de los problemas con un error en su propio sistema, Robbins detuvo el desarrollo de Gentoo Linux y pasó a FreeBSD durante varios meses, diciendo "he decidido añadir varias características de FreeBSD para que nuestro sistema autobuild (ahora llamado Portage) tenga una verdadera próxima generación del sistema de Ports".
Gentoo Linux 1.0 fue liberado el 31 de marzo de 2002.
En 2004, Robbins creó una fundación sin ánimo de lucro: la Gentoo Foundation. Transfirió todos los derechos de autor y marcas registradas a ella, y dejó el cargo de Director de Arquitectura del proyecto.

## Características

### Portage
La piedra angular de Gentoo es Portage, un gestor de paquetes inspirado en los ports de FreeBSD, escrito en Python y Bash.
Portage implementa algunas características avanzadas que no están presentes en los ports de FreeBSD: la gestión de dependencias, afinamiento preciso de los paquetes a gusto del administrador, instalaciones falsas al estilo OpenBSD, cajas de arena durante la compilación, desinstalación segura, perfiles de sistema, paquetes virtuales, gestión de los ficheros de configuración y ranuras múltiples para distintas versiones de un mismo paquete.

### Binarios
Una característica de Gentoo es que las versiones de software se actualizan de forma continua, a diferencia de otras distribuciones donde los paquetes pasan meses en pruebas. Esto permite tener un sistema con las últimas versiones de todo el software (ideal para tareas de escritorio), aunque los fallos en versiones nuevas aparezcan con mayor frecuencia.
Como contrapartida, poner en marcha un sistema completo, o actualizar un sistema que ha estado desatendido durante una temporada, puede requerir una respetable cantidad de tiempo, mientras se descargan y compilan todos los paquetes nuevos. Aun así, Gentoo permite por regla general una actualización sin problemas, a diferencia de otras distribuciones donde puede llegar a resultar complicada o casi imposible. Esta actualización también es posible a partir de binarios precompilados, lo que requiere menos tiempo.
Los repositorios de paquetes binarios precompilados se activaron el 29 de diciembre de 2023.

## Versiones
Gentoo sigue un modelo de lanzamiento continuo. Al igual que otras distribuciones de Linux, los sistemas Gentoo tienen un archivo /etc/gentoo-release, pero contiene la versión del paquete sys-apps/baselayout instalado. En 2004, Gentoo comenzó a versionar sus medios Live por año en lugar de numéricamente. Esto continuó hasta 2008, cuando se anunció que el lanzamiento del Live CD 2008.1 había sido cancelado a favor de compilaciones automatizadas semanales de Stages 3 y Minimal CD. El 20 de diciembre de 2008 se publicaron las primeras compilaciones semanales. En 2009, se creó un Live DVD especial para celebrar el décimo aniversario de Gentoo.

### Publicación historial de versiones de medios de Gentoo Linux
Extraídas de la web de Wikipedia en inglés: https://en.wikipedia.org/wiki/Gentoo_Linux hasta la versión Weekly Releases started del 2008.
Desde la versión 10.0 a la versión 2022 extraídas desde la web de DistroWatch: https://distrowatch.com/table.php?distribution=gentoo
Todas las versiones de Gentoo Linux son modelos Rolling Release especificados en la web de DistroWatch en la opción - Modelo de Lanzamiento.
| Nombre                  | Fecha Lanzamiento        | Fecha Término Soporte | Versión del Núcleo             | Observaciones                                |
| ----------------------- | ------------------------ | --------------------- | ------------------------------ | -------------------------------------------- |
| (Enoch Linux) 0.75      | Diciembre 1999           |                       |                                | Primera Versión testing                      |
| pre-1.0                 | 26 de julio de 2000      |                       |                                | Versión Previa definitiva de Gentoo Linux    |
| 1.0                     | 31 de marzo de 2002      |                       |                                | Primera Versión Estable                      |
| 1.1a                    | 8 de abril de 2002       |                       |                                |                                              |
| 1.2                     | 10 de junio de 2002      |                       |                                |                                              |
| 1.4                     | 5 de agosto de 2003      |                       |                                | (Gentoo Reference Platform introduced)       |
| 1.4                     | 11 de septiembre de 2003 |                       |                                | Versión de Mantenimiento 1                   |
| 2004.0                  | 1 de marzo de 2004       |                       |                                | (versioning changed to four releases a year) |
| 2004.1                  | 28 de abril de 2004      |                       |                                |                                              |
| 2004.2                  | 26 de julio de 2004      |                       |                                |                                              |
| 2004.3                  | 15 de noviembre de 2004  |                       |                                |                                              |
| 2005.0                  | 27 de marzo de 2005      |                       |                                | (versioning changed to semi-annual releases) |
| 2005.1                  | 8 de agosto de 2005      |                       |                                |                                              |
| 2005.1-R1               | 21 de noviembre de 2005  |                       |                                | (maintenance release 1)                      |
| 2006.0                  | 27 de febrero de 2006    |                       |                                |                                              |
| 2006.1                  | 30 de agosto de 2006     |                       |                                |                                              |
| 2007.0                  | 7 de mayo de 2007        |                       |                                | Escritorio GNOME por defecto                 |
| 2008.0                  | 6 de julio de 2008       |                       |                                | Escritorio Xfce por defecto                  |
| Weekly Releases started | 22 de septiembre de 2008 |                       |                                |                                              |
| 10.1                    | 10 de octubre de 2009    |                       | 2.6.30, glibc 2.9 y GCC 4.3.2  | Escritorio KDE Plasma por defecto.           |
| 11.0                    | 8 de marzo de 2011       |                       | 2.6.37 (con parches de Gentoo) | Escritorio KDE Plasma por defecto.           |
| 11.2                    | 7 de agosto de 2011      |                       | 3.0 (con parches de Gentoo)    | Escritorio KDE Plasma por defecto.           |
| 12.0                    | 2 de enero de 2012       |                       | 3.1.5, X.Org Server 1.10.4     | Escritorio KDE Plasma por defecto.           |
| 12.1                    | 1 de abril de 2012       |                       | 3.3, X.Org 1.12.0              | Escritorio KDE Plasma por defecto.           |
| 20121221                | 21 de diciembre de 2012  |                       | 3.6.8, X.Org Server 1.12.4     | Escritorio KDE Plasma por defecto.           |
| 20140826                | 4 de septiembre de 2014  |                       | 3.15.6, X.Org 1.16.0           | Escritorio KDE Plasma por defecto.           |
| 20160514                | 27 de mayo de 2016       |                       | 4.5, X.Org Server 1.18.3       | Escritorio KDE Plasma por defecto.           |
| stable                  | 24 de julio de 2022      |                       |                                |                                              |
| Unstable                | 2022                     |                       |                                |                                              |

### Lanzamientos especiales
En 2009, se lanzó un Live DVD especial para celebrar el décimo aniversario de Gentoo. Inicialmente planeado como único, Live DVD se actualizó a las últimas versiones del paquete en 2011 debido a su popularidad entre los nuevos usuarios.
| Nombre                 | Fecha Lanzamiento        | Fecha Término Soporte | Versión del Núcleo             | Observaciones |
| ---------------------- | ------------------------ | --------------------- | ------------------------------ | --- |
| Unreal Tournament 2003 | 18 de septiembre de 2002 |                       |                                | Unreal Tournament 2003 LiveCD acelerado por GPU NVIDIA de arranque, demostrado en LinuxWorld Conference and Expo 2003.                        |
| 10.0                   | 4 de octubre de 2009     |                       | 2.6.30, glibc 2.9 y GCC 4.3.2  | (special edition Live DVD for the 10th anniversary)                                                                                           |
| 10.1                   | 10 de octubre de 2009    |                       | 2.6.30, glibc 2.9 y GCC 4.3.2  | (Bugfix release of Special Live DVD) |
| 11.0                   | 8 de abril de 2011       |                       | 2.6.37 (con parches de Gentoo) | (Anniversary Live DVD is updated to latest package versions) - soporte de accesibilidad con Speakup 3.1.6, Bash 4.1, glibc 2.12.2, GCC 4.5.2, |
| 12.0                   | 2 de enero de 2012       |                       | 3.1.5, X.Org Server 1.10.4     | |
| 12.1                   | 1 de abril de 2012       |                       | 3.3, X.Org 1.12.0              | (With an April Fool's joke named "Install Wizard")                                                                                            |
| 20121221               | 21 de diciembre de 2012  |                       | 3.6.8, X.Org Server 1.12.4     | Live DVD - End Of World Edition |
| 20140826               | 26 de agosto de 2014     |                       | 3.15.6, X.Org 1.16.0           | (Live DVD - Iron Penguin Edition) |
| 20160514               | 14 de mayo de 2016       |                       | 4.5, X.Org Server 1.18.3       | (Live DVD - Choice Edition; UEFI, ZFSOnLinux, and writable file systems using AUFS) y Kernel Gentoo predeterminado                            |
| 20160704               | 4 de julio de 2016       |                       |                                | (Live DVD - Choice Edition Part Dos) |

### Perfiles
Aunque Gentoo no tiene un concepto de versionado de todo el sistema, hace uso de "perfiles", que definen la configuración de construcción para todos los paquetes en el sistema. Los cambios importantes, como cambiar el diseño de cómo se instalan los archivos en todo el sistema, generalmente implican una actualización de perfil y pueden requerir la reconstrucción de todo el software instalado. Estos perfiles se versionan según el año en que se lanzaron e incluyen varias variantes para cada versión dirigidas a diferentes tipos de sistemas (como servidores y escritorios). Los perfiles anteriormente rastreaban el control de versiones de los medios de instalación y cambiaron a nombres de años de dos dígitos después de la interrupción de los medios con versiones. Las siguientes nuevas versiones de perfil se han lanzado después de 2008.0:
| Nombre | Fecha Lanzamiento       | Fecha Término Soporte | Versión del Núcleo            | Observaciones                               |
| ------ | ----------------------- | --------------------- | ----------------------------- | ------------------------------------------- |
| 10.0   | 6 de agosto de 2009     |                       | 2.6.30, glibc 2.9 y GCC 4.3.2 | (cosmetic name change from 2008.0 profiles) |
| 13.0   | 10 de febrero de 2013   |                       |                               |                                             |
| 17.0   | 30 de noviembre de 2017 |                       |                               | (C++14 and PIE by default)                  |
| 17.1   | 16 de diciembre de 2017 |                       |                               | (altered multilib layout for amd64 systems) |

### Gentoo Endurecido
Hardened Gentoo es un proyecto diseñado para desarrollar y designar un conjunto de complementos que son útiles cuando se requiere una instalación más enfocada en la seguridad. Previamente, el proyecto incluía parches para producir un núcleo fortalecido, pero estos fueron descontinuados. Quedan otras partes del conjunto endurecido, como SE-Linux, y el endurecimiento del espacio de usuario.

## Incidentes
En junio de 2018, el espejo del repositorio de código Gentoo GitHub utilizado principalmente por los desarrolladores fue pirateado después de que un atacante obtuviera acceso a la cuenta de un administrador de la organización al deducir la contraseña. Gentoo respondió rápidamente al contener el ataque y mejorar las prácticas de seguridad. No se comprometieron claves criptográficas de Gentoo ni paquetes firmados, y el repositorio se restauró después de cinco días.

## Logotipo y Mascotas
Se cree que el pingüino papúa es el pingüino más rápido que nada bajo el agua. El nombre "Gentoo Linux" reconoce tanto a la mascota de Linux, un pingüino llamado Tux, como al objetivo del proyecto de producir un sistema operativo de alto rendimiento.
El logotipo oficial de Gentoo es una 'g' estilizada que se asemeja a un magatama plateado. Las mascotas no oficiales incluyen a Larry The Cow, Znurt the Flying Saucer.

## Distribuciones basadas en Gentoo
- Distribuciones basadas en Gentoo Linux

Cronología de Gentoo Linux y proyectos relacionados, hasta el 2012.

- Astlinux, una distribución discontinuada de tamaño reducido y que puede ser instalada en un dispositivo flash o en cualquier pendrive USB. Esta distribución era usada junto con el software de telefonía Asterisk.
- Flash Linux, una distribución discontinuada que puede ejecutarse desde memoria USB (de 256 megabit) o usarse como Live CD,[9] la cual incluye el entorno de escritorio GNOME.
- Calculate Linux, distribución orientada al uso corporativo
- Funtoo Linux, bifurcación producida por conflictos entre el líder del equipo y sus miembros
- Gentoox, distribución para la Xbox
- Chrome OS, durante sus etapas tempranas
- Pentoo, una distribución diseñada para pruebas de penetración y seguridad. Puede arrancar el sistema tanto en CD como en memoria USB y está optimizada para el procesador Pentium III.[10]
- VidaLinux es una distribución discontinuada de origen puertorriqueño, orientada a facilitar el uso de Linux para usuarios domésticos y de oficina.[11] Utiliza el instalador de Red Hat Anaconda para hacer una instalación más sencilla. Utiliza por defecto el entorno de escritorio GNOME. Fue creada por Antonio Carlos Vélez Báez, un consultor de Puerto Rico, con el propósito de ayudar a los nuevos usuarios con la instalación de Gentoo Linux.
- Zynot es una bifurcación de Gentoo, creada por el desarrollador Zachary Welch, con la intención de reescribir Portage en perl y C/C++.

| - iloog - Knopperdisk | - Toorox - Nova | - Sabayon Linux - SystemRescueCD | - Tin Hat Linux - Ututo |